# Зюзин, Алексей Иванович
Алексей Иванович Зюзин (или Зузин) (? — 1619?) — в Смутное время воевода в Каргополе; в последующие годы дипломат, в том числе глава посольства в Англию и участник подписания Столбовского договора; окольничий.

## Биография
В 1598 году подписался под грамотой утверждённой об избрании царём Бориса Фёдоровича Годунова. В 1601—1603 служил воеводой на Пелыме. В 1603—1605 годах был воеводой в Польше. В бытность свою там он получил грамоты от вдовствующей царицы Марьи Григорьевны и от патриарха Иова (от 1 мая 1605), с извещением о кончине царя Бориса Годунова и о восшествии на престол сына его Фёдора Борисовича.
Затем им были получены две грамоты Лжедмитрия, в одной из которых (11 июня 1605) он сообщал о своём воцарении с предписанием во всех церквах служить молебны о здравии царя Димитрия и матери его, царицы инокини Марфы Фёдоровны, а жителей привести на верность службы, во второй же (31 декабря того же года) приказывалось вырыть из земли тело Василия Романова, скончавшегося в заточении в царствование Бориса Годунова, и отпустить в Москву с людьми, присланными боярином Иваном Романовым.
В 1610—1611 годы Зюзин был воеводой в Устюге Великом.
В 1612 году был воеводой в Каргополе. 22 июня каргопольцы, с Зюзиным во главе, послали в Новгород отписку начальникам шведских и русских военных отрядов о запрещении новгородским сборщикам являться за податями в каргопольские волости. Поводом к тому послужило сообщение старост и целовальников Водлозерской волости Каргопольского уезда, что новгородские сборщики правят по 10 рублей с обжи на год (на 1611 и 1612 годы), будто бы по указу шведских и русских военачальников.
Это крайне возмутило Зюзина и каргопольцев, так как незадолго перед тем они получили обещание от бояр, находившихся в городах Новгородской земли, и от шведского генерала Якоба Делагарди быть с ними в «добром совете» и сообща стоять против польских и литовских людей; шведы, кроме того, обещали не приходить на каргопольские места и не чинить задоров.
В отписке от 22 июня 1612 года в Новгород Зюзин и каргопольцы решительно вступились за свои права и спокойствие: «А будет вы, господа, забыв свои души, учнете с нами рознь чинить и кровь крестьянскую проливати, и на каргопольские места войною приходити, или какой задор чинити, и мы против вас стояти рады, сколько милосердый Бог помочи подаст, и которая кровь крестьянская вашим задором прольется, и тое крови взыщет Бог на вас. А для розни меж Московским и Новгородцким государствы мы не писали в Ерославль, к боярам и воеводам и к стольнику и воеводе ко князю Дмитрею Михайловичю Пожарскому, покаместа вы к нам отпишете».
То есть получив обещание бояр и Делагарди быть с ними в «добром совете», Зюзин и каргопольцы поспешили поделиться этой вестью с Пожарским, находившимся в Ярославле во главе ополчения. Теперь, когда Зюзин и каргопольцы имели основание сомневаться в исполнении обещания, но не могли быть уверены, что сборщики явились действительно по приказанию русских и шведских военачальников, они не захотели быть причиной смуты, зная про рознь между Московским и Новгородским государствами, и не сообщили о своём сомнении в Ярославль, в ожидании ответа из Новгорода.
В декабре 1612 года Зюзину пришлось отстаивать Каргополь от приступивших к нему поляков, литовцев и русских. Каргопольцы выходили против них на вылазку, побили много людей и поймали языков.
Весной 1613 года Зюзин находился в Троице-Сергиевом монастыре при царе Михаиле Фёдоровиче, остановившемся там по пути в Москву. От имени Михаила Фёдоровича была послана Земскому совету грамота о принятии мер к искоренению воровства, грабежей и убийств, которые усилились в Москве, по разным другим городам и по дорогам. В числе лиц, отпущенных в Москву с этой грамотой, был и Зюзин.
7 июля того же 1613 года Зюзин отправлен был послом в Англию к королю Якову; дьяком при нём был Алексей Витовтов; в качестве переводчика был назначен московский гость Томас Кельдерман. 29 августа посольство выехало из Архангельска на кораблях, 26 октября прибыло в Лондон, а 7 ноября представилось королю. Зюзин должен был рассказать королю про «неправды» поляков в Москве и просить у него помощи казною, товарами, зельем, свинцом, серою и другою «воинскою казною» приблизительно на 100 тысяч рублей, а «по самой нужде» на 50 тысяч. За такую помощь Михаил Фёдорович «своею любительною и братственною дружбою и любовью будет воздавать и свыше того».
Зюзин был прекрасно принят королём, обещавшим вести с царём Михаилом дружбу «свыше» прежних королей: «Мне известно, какое зло поляки наделали в Москве, и мы короля Сигизмунда за то укоряем и с ним ни о чём не ссылаемся; и шведского короля неправды нам известны же». Король и сын его королевич Карл во всё время приёма московского посольства не надевали шляп; королева тоже присутствовала на приёме. Король настаивал, чтобы послы надели шапки, и получил от них такой ответ: «Видим к великому государю нашему твою братскую любовь и крепкую дружбу, слышим речи ваши государския, великаго государя нашего царское имя славится, а ваши королевския очи близко видим, и нам, холопям, в такое время как на себя шапки надеть?» Король, королева и королевич приклякнули (С. M. Соловьёв переводил это словом присели) послам, похвалили их и жаловали.
Вследствие посольства Зюзина приехал в Москву в августе 1614 года английский купец Джон Мерик, заявивший между прочим, что король хотел послать вспоможение с Зюзиным, да в то время английской казне был большой расход. На вопросы бояр, будет ли помощь со стороны Англии, Мерик не мог дать положительного обещания и отвечал довольно уклончиво.
В 1615 году царь Михаил Фёдорович и шведский король Густав II Адольф решили приступить к мирным переговорам и избрали посредниками: шведы — бывших в Стокгольме голландских послов, русские — находившегося в Москве английского посла Джона Мерика. 18 июня московское посольство отправилось на съезд. Посольство составляли: окольничий Даниил Мезецкий, дворянин Алексей Зюзин и дьяки Новокщенов и Семёнов. Московское посольство должно было стоять в Осташкове, шведское — в Старой Руссе. Приехав туда, выбрали для съезда деревню Дедерино, но вследствие споров о царском титуле Михаила Фёдоровича первый съезд состоялся лишь 3 января 1616 года. Несогласия, возникшие между послами, побудили посредников прервать съезд, о чём и дали знать в Москву. 22 февраля заключили перемирие до 31 мая, причём запись об этом перемирии и о новом съезде в назначенный срок между Тихвином и Ладогой была подписана всеми послами и посредниками.
18 марта Мезецкий и Зюзин вернулись в Москву и донесли государю о причинах несостоявшихся мирных переговоров. 22 апреля им велено было снова готовиться на съезд, куда они и отправились вместе с Джоном Мериком 19 мая; в Тихвин прибыли 12 июня. Лишь полгода спустя, то есть 12 декабря, когда были выяснены предварительные условия мирного договора, постановили съехаться московским и шведским полномочным послам и их посредникам в деревне Столбове. Голландские посредники, приезда которых поджидали, отказались от участия на съезде. 27 февраля 1617 года, после многих споров, подписали наконец так называемый Столбовский договор о вечном мире, при посредстве Джона Мерика.
Наибольшую радость в Москве доставила уступка шведами Новгорода; кроме того они возвратили: Старую Руссу, Порхов, Ладогу и Гдов с уездами. Через две недели по заключении договора Новгород был очищен, и 14 марта Мезецкий и Зюзин вошли в него с чудотворною иконою Божией Матери, взятою из Хутынского монастыря. Митрополит Исидор с крестным ходом, при большом стечении народа, встретил икону за полкилометра от города; многие от умиления плакали. Войдя в Софийский собор, послы сказали митрополиту и всему народу милостивое государево слово, спрашивали их о здоровье и вручили царскую грамоту. По возвращении в Москву Мезецкий был пожалован в бояре, а Зюзин — в окольничие.
18 ноября 1617 года, при приёме кизильбашских послов, Зюзин объявлял государю и послов, и их дары. 4 января 1618 года были в ответе с кизильбашскими послами: боярин Алексей Сицкий, Зюзин, думный дьяк посольский Пётр Третьяков и посольский дьяк Сава Романчуков. В том же 1618 году Зюзин объявлял шведских послов государю при подтверждении им мирного договора крестным целованием и был в ответе с польско-литовским посланником Гридиным. Во время прихода осенью этого года польского королевича Владислава под Москву Зюзин находился там в осаде.
Сын — Никита Алексеевич Зюзин (ум. после 1664), стольник, окольничий, воевода и боярин.

## Сочинения
- Алексей Зюзин. // Виршевая поэзия. — М., 1989. — С. 108—110.